# Pennisetum complanatum
Pennisetum complanatum là một loài thực vật có hoa trong họ Hòa thảo. Loài này được (Nees) Hemsl. mô tả khoa học đầu tiên năm 1885.